# 南方民族、部落和人民州
南方民族、部落和人民州（羅馬化：Yädäbub Bḥer Bḥeräsäbočna Hzboč Kllə），又译南方各族州或南方民族州，簡稱南方州，是埃塞俄比亞一個已不存在的州，位於該國西南部，西界南蘇丹，南鄰肯尼亞。奧莫河在本州流入圖爾卡納湖。面積約54400平方公里，2005年估計人口14901990人。首府阿瓦薩。2020年6月，劃出锡达马州；2021年11月，劃出西南衣索比亞人民州；2023年8月19日，分割為南埃塞俄比亚州和中埃塞俄比亚州，南方州停止存在。